# Miessiit
Miessiit ist ein sehr selten vorkommendes Mineral aus der Mineralklasse der „Sulfide und Sulfosalze“ mit der chemischen Zusammensetzung Pd11Te2Se2 und damit chemisch gesehen ein Palladium-Tellur-Selenid. Als enge Verwandte der Sulfide werden die Selenide in dieselbe Klasse eingeordnet.
Miessiit kristallisiert im kubischen Kristallsystem, konnte bisher aber nur in Form unregelmäßiger Körner von weniger als einen Millimeter Größe gefunden werden. Das Mineral ist in jeder Form undurchsichtig (opak) und zeigt auf den Oberflächen der schwarzen, im Auflicht auch hellgrauen, Kristalle einen metallischen Glanz.
Aufgrund der bisher sehr geringen Probenmenge konnten einige Werte wie Strichfarbe, Spaltbarkeit und Dichte nicht gemessen beziehungsweise ermittelt werden. Nur die Mohshärte konnte mit 2 bis 2,5 ermittelt werden und die aus den Kristalldaten berechnete Dichte beträgt 10,94 g/cm³.

## Etymologie und Geschichte
Erstmals entdeckt wurde Miessiit in einer unbenannten Edelmetall-Seifenlagerstätte am Fluss Miessijoki im finnischen Teil Lapplands. Die Analyse und Erstbeschreibung wurde von einem internationalen Mineralogenteam, bestehend aus Kari K. Kojonen, Mahmud Tarkian, Andrew C. Roberts, Ragnar Törnroos und Stefanie Heidrich, durchgeführt. Benannt wurde das Mineral nach dessen Typlokalität.
Das Mineralogenteam sandte seine Untersuchungsergebnisse und den gewählten Namen 2006 zur Prüfung an die International Mineralogical Association (interne Eingangsnummer der IMA: 2006-013), die den Miessiit als eigenständige Mineralart anerkannte. Die Publikation der Erstbeschreibung erfolgte ein Jahr später im Fachmagazin The Canadian Mineralogist.
Das Typmaterial des Minerals wird in der geologischen Sammlung (ehemals eigenständiges Geologisches Museum, GMU) des Naturhistorischen Museums (finnisch Luonnontieteellinen museo) der Universität Helsinki in Helsinki unter der Katalog-Nummer D3004 aufbewahrt.
Die seit 2021 ebenfalls von der IMA/CNMNC anerkannte Kurzbezeichnung (auch Mineral-Symbol) von Miessiit lautet „Mie“.

## Klassifikation
Da der Miessiit erst 2006 als eigenständiges Mineral anerkannt wurde, ist er in der seit 1977 veralteten 8. Auflage der Mineralsystematik nach Strunz noch nicht verzeichnet.
Im zuletzt 2018 überarbeiteten und aktualisierten Lapis-Mineralienverzeichnis nach Stefan Weiß, das sich im Aufbau noch nach dieser alten Form der Systematik von Karl Hugo Strunz richtet, erhielt das Mineral die System- und Mineral-Nr. II/A.05-107. In der „Lapis-Systematik“ entspricht dies der Klasse der „Sulfide und Sulfosalze“ und dort der Abteilung „Legierungen und legierungsartige Verbindungen“, wo Miessiit zusammen mit Arsenopalladinit, Atheneit, Genkinit, Isomertieit, Majakit, Menshikovit, Pseudomertieit (ehemals Mertieit-I), Mertieit (ehemals Mertieit-II), Naldrettit, Palladoarsenid, Palladobismutoarsenid, Palladodymit, Polkanovit, Rhodarsenid, Stibiopalladinit, Stillwaterit, Törnroosit, Ungavait, Vincentit, Zaccariniit eine unbenannte Gruppe mit der Systemnummer II/A.05 bildet.
Die von der International Mineralogical Association (IMA) zuletzt 2009 aktualisierte 9. Auflage der Strunz’schen Mineralsystematik ordnet den Miessiit ebenfalls in die Abteilung der „Legierungen und legierungsartige Verbindungen“ ein. Diese ist allerdings weiter unterteilt nach den in der Verbindung vorherrschenden Metallen, so dass das Mineral entsprechend seiner Zusammensetzung in der Unterabteilung „Legierungen von Halbmetallen mit Platin-Gruppen-Elementen (PGE)“ zu finden ist, wo es zusammen mit Isomertieit eine unbenannte Gruppe mit der Systemnummer 2.AC.15a bildet.
In der vorwiegend im englischen Sprachraum gebräuchlichen Systematik der Minerale nach Dana hat Miessiit die System- und Mineralnummer 02.13.02.02. Auch in dieser Systematik entspricht dies der Klasse der „Sulfide und Sulfosalze“ und dort der Abteilung „Sulfidminerale“, wo das Mineral zusammen mit Isomertieit in der unbenannte Gruppe mit der Systemnummer 02.16.02 innerhalb der Unterabteilung „Sulfide – einschließlich Seleniden und Telluriden – mit verschiedenen Formeln“ zu finden ist.

## Chemismus
In der idealen Zusammensetzung von Miessiit (Pd11Te2Se2) besteht das Mineral aus Palladium, Tellur und Selen im Stoffmengenverhältnis von 11 : 2 : 2. Dies entspricht einem Massenanteil (Gewichtsprozent) von 73,91 Gew.-% Pd, 16,11 Gew.-% Te und 9,97 Gew.-% Se.
Insgesamt 16 Mikrosondenanalysen am Typmaterial des Minerals ergaben dagegen leicht abweichende Werte von 75,17 Gew.-% Pd, 17,06 Gew.-% Te und 9,61 Gew.-% Se, welche mit der empirischen Formel Pd11,02Te2,09Se1,90 korrespondieren. Basierend auf 15 Atomen pro Formeleinheit ergibt sich daraus die eingangs genannte, idealisierte Formel.

## Kristallstruktur
Miessiit kristallisiert isostrukturell mit Isomertieit in der kubischen Raumgruppe Fd3m (Raumgruppen-Nr. 227) mit dem Gitterparameter a = 12,448(2) Å sowie 8 Formeleinheiten pro Elementarzelle.

## Bildung und Fundorte
Der bisher einzige bekannte Fundort für Miessiit ist dessen Typlokalität, die unbenannte Seifenlagerstätte am Fluss Miessijoki in Finnland (Stand 2024). Der Fluss transportiert fluvioglaziale Sedimente (Kiese, Sande, Terrassen, schlecht sortierte sandige Geschiebemergel) und verwittertes Grundgestein.
Dort trat das Mineral zusammen mit Gold- sowie verschiedenen Platingruppen-Mineralnuggets und verschiedenen Schwermineralen wie unter anderem Braggit, Chromit, Cooperit, Isoferroplatin (mit Einschlüssen von Laurit), Isomertieit, Kotulskit, Magnetit, Mertieit(-II), Pyrit, Stillwaterit, Tantalit, Thorianit und Vincentit auf.